# Садикеж (Куявсько-Поморське воєводство)
Садикеж (пол. Sadykierz) — село в Польщі, у гміні Ґолюб-Добжинь Ґолюбсько-Добжинського повіту Куявсько-Поморського воєводства.
У 1975-1998 роках село належало до Торунського воєводства.